# Nói tiếng lạ

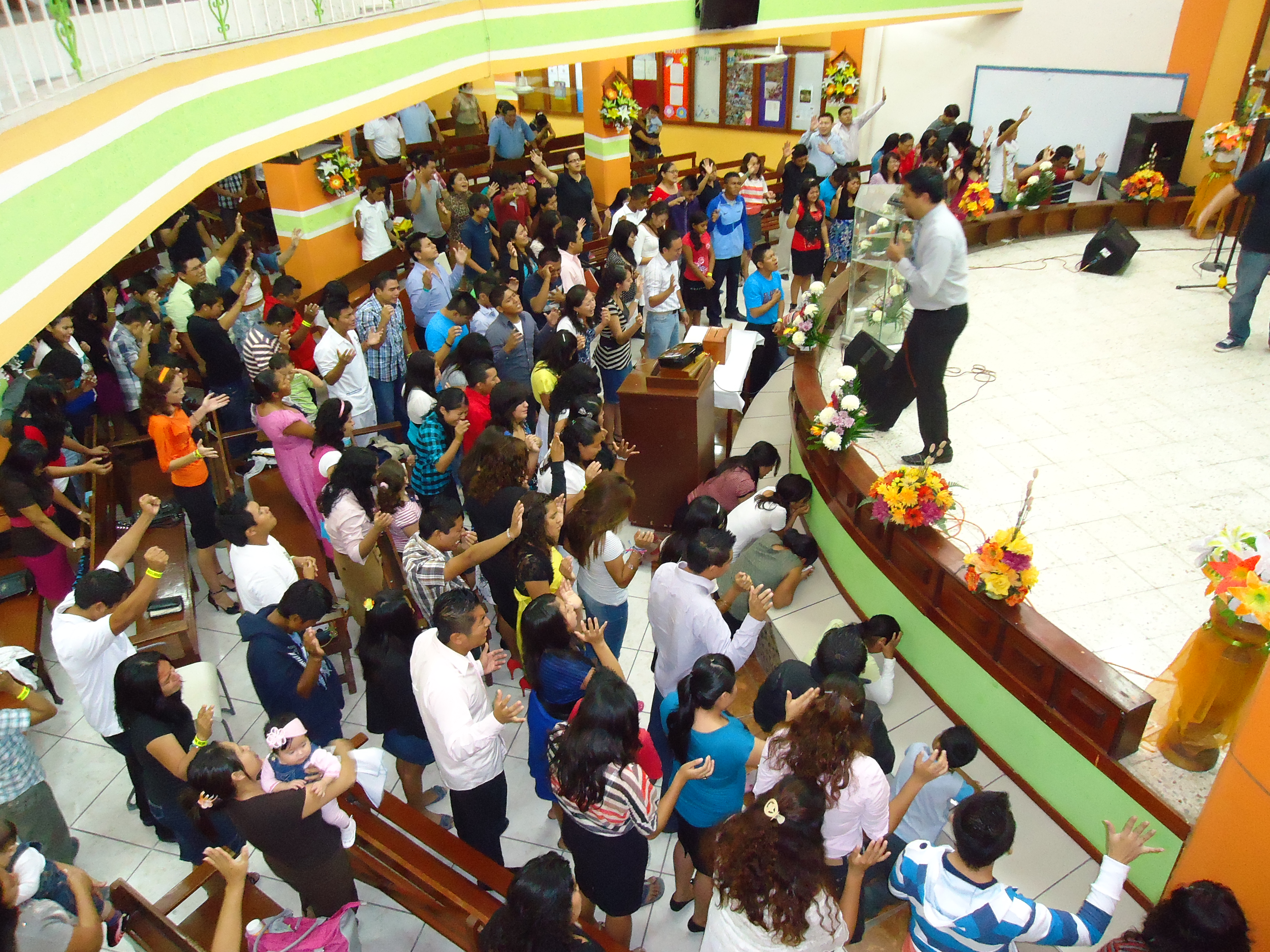
Một buổi cầu nguyện ở Mexico trong đó có biểu hiện ân tứ nói tiếng lạ

Nói tiếng lạ (tiếng Anh: Speaking in tongues hay Glossolalia) là một hoạt động hoặc thực hành trong đó mọi người thốt ra những từ ngữ hoặc âm thanh giống như lời nói, thường được những người theo đạo cho là ngôn ngữ mà người nói không biết, bất khả tri. Một định nghĩa được các nhà ngôn ngữ học sử dụng là việc phát âm trôi chảy các âm tiết giống như lời nói mà không có bất kỳ ý nghĩa dễ hiểu nào. Trong một số trường hợp, như một phần của thực hành tôn giáo, một số người tin rằng đó là ngôn ngữ thiêng liêng nhiệm màu mà người nói không hay biết. Ân tứ nói tiếng lạ được thực hành trong hệ Ngũ Tuần và Cơ Đốc giáo ân tứ cũng như trong các tôn giáo khác. Đôi khi người ta phân biệt giữa "Glossolalia" và "Xenolalia" hoặc "Xenoglossy" điều này liên quan cụ thể đến niềm tin rằng ngôn ngữ đang được nói là một ngôn ngữ tự nhiên mà người nói trước đó chưa biết đến. Theo giáo phái Chứng nhân Jê-hô-va thì nói tiếng lạ là khả năng mà một số tín đồ đạo Cơ đốc thời ban đầu đã nhận được nhờ đó họ có thể nói tiếng nước ngoài mà không cần phải học. Phép lạ này xảy ra lần đầu tiên ở Giê-ru-sa-lem vào buổi sáng của Lễ Ngũ Tuần, kỳ lễ của người Do Thái khoảng năm 33 công nguyên. Khoảng 120 môn đồ của Chúa Giê-su nhóm lại và rồi “tất cả đều được tràn đầy thần khí thánh và bắt đầu nói những ngôn ngữ khác” (Công vụ 1:15; 2:1-4). Một đám đông lớn “đến từ mọi nước trên khắp thế giới” tụ tập lại, và rồi “mỗi người đều nghe các môn đồ nói ngôn ngữ của họ”.— Công vụ 2:5, 6.

## Từ nguyên
Trong tiếng Anh thì từ nói tiếng lạ Glossolalia là một từ mượn của từ tiếng Hy Lạp: γλωσσολαλία/glossolalía, là một từ ghép của từ γλῶσσα/glossa có nghĩa là ngôn ngữ bằng lưỡi và cụm từ λαλέω/laleō có nghĩa là nói, trò chuyện, tán gẫu, tạo âm thanh. Cụm từ tiếng Hy Lạp (dưới nhiều hình thức khác nhau) xuất hiện trong Tân Ước trong các sách Công vụ các Sứ đồ (sách Công vụ) và Cô-rinh-tô I. Trong Công vụ 2, những người theo Chúa Kitô nhận biết được Đức Thánh Linh và nói bằng ngôn ngữ của ít nhất mười lăm quốc gia hoặc nhóm dân tộc. Cụm từ chính xác nói tiếng lạ đã được sử dụng ít nhất là kể từ khi bản dịch Tân Ước sang Tiếng Anh trung đại trong Kinh thánh Wycliffe vào thế kỷ XIV Frederic Farrar lần đầu tiên sử dụng cụm từ glossolalia vào năm 1879.. Trong thế giới Cổ đại, người ta thường có quan niệm rằng các vị thần nói những ngôn ngữ khác với ngôn ngữ loài người, và các nhà sử học tôn giáo đã xác định được những tài liệu tham khảo về lời nói bí truyền trong văn học Hy Lạp-La Mã giống với tiếng lạ, đôi khi được giải thích là ngôn ngữ của thiên thần hoặc thần thánh. Vào thế kỷ 12 thì Bernard xứ Clairvaux giải thích rằng việc nói tiếng lạ không còn nữa vì có những phép lạ lớn hơn đó cuộc sống được biến đổi của những người tin theo Chúa. 

## Phái Ngũ tuần
Vào thế kỷ XX thì Charles Parham và những người theo ông thời kỳ đầu tin rằng nói tiếng lạ là Xenoglossia, và một số người theo ông đã đi đến các nước ngoài và cố gắng sử dụng ân tứ này để chia sẻ Phúc âm với những người không nói tiếng Anh. Từ thời kỳ phục hưng Phố Azusa và trong số những người tham gia đầu tiên vào phong trào Ngũ Tuần, có nhiều lời kể về những cá nhân nghe thấy ngôn ngữ của chính họ được nói bằng tiếng lạ. Phần lớn những người Ngũ Tuần và Phong trào Đặc ân coi việc nói tiếng lạ chủ yếu là ngôn ngữ của thần thánh, hoặc "ngôn ngữ của các thiên thần" chứ không phải ngôn ngữ của con người. Trong những năm sau cuộc phục hưng trên phố Azusa, những người Ngũ Tuần đến cánh đồng truyền giáo nhận thấy rằng họ không thể nói ngôn ngữ của người dân địa phương theo ý muốn khi họ nói tiếng lạ ở những vùng đất xa lạ. Sự phục hưng tại Phố Azusa kéo dài cho đến khoảng năm 1915. Từ đó, nhiều nhà thờ Ngũ Tuần mới mọc lên khi mọi người đến tham dự các buổi lễ tại Los Angeles và mang niềm tin mới tìm thấy của họ đến các cộng đồng trên khắp Hoa Kỳ và nước ngoài. Trong thế kỷ XX, nói tiếng lạ đã trở thành một phần quan trọng trong bản sắc của các nhóm tôn giáo này. Trong những năm 1960, phong trào ân tứ trong các nhà thờ Tin Lành chính thống và trong số phong trào Công giáo ân tứ đã tiếp nhận một số niềm tin Ngũ Tuần, và việc thực hành nói tiếng lạ đã lan sang các giáo phái Cơ đốc khác. Cuộc thảo luận về tiếng lạ đã thấm nhuần vào nhiều nhánh của Tin Lành, đặc biệt là kể từ phong trào ân tứ lan rộng vào những năm 1960 hoặc bằng sự xâm nhập. Nhiều nhóm Cơ đốc giáo đã chỉ trích phong trào Ngũ tuần và ân tứ vì quá chú ý đến các biểu hiện huyền bí, chẳng hạn như nói tiếng lạ. Trong một số Giáo hội Tin lành và các Giáo hội Tin lành khác, kinh nghiệm này được hiểu là một ân tứ nói được ngoại ngữ mà không cần phải học chúng (Xenoglossy) để truyền giáo, và chủ nghĩa ngừng lại là lập trường thần học cho rằng ân tứ này và các ân tứ thuộc linh khác chỉ dành cho thời đại tông đồ, và sau đó bị thu hồi.